# Василиос Йоани Визас
Василиос Йоани Визас (на гръцки: Βασίλειος Ι. Βύζας) е гръцки политик от началото на XX век, депутат.

## Биография
Роден е в 1895 година в голямото кайлярско българско село Емборе, тогава в Османската империя. Завършва право в Атинския университет и работи като адвокат в Кожани. Участва в изборите от 1920 година като кандидат на Обединената опозиция. В 1935, 1936, 1946 и в 1950 година е избран за депутат от Народната партия, в 1952 година от Гръцки сбор, а в 1956, 1958, 1961 и 1963 година от Народния радикален съюз.
От 1934 зо 1935 година е номарх на ном Пела. Три пъти е втори заместник-председател на парламента, както и генерален секретар на дем Солун.
Умира в Атина на 24 октомври 1974 година и е погребан на следващия ден в Първо атинско гробище.